# ریموند فلوید
ریموند فلوید (انگلیسی: Raymond Floyd؛ زادهٔ ۴ سپتامبر ۱۹۴۲) یک گلف‌باز اهل ایالات متحده آمریکا است.